# Малонога Світлана Олександрівна
Світлана Олександрівна Малонога (нар. 20 березня 1975, Одеса) — українська лікарка, доктор філософії (PhD), Заслужений лікар України, громадська діячка, волонтер. Начальниця єдиної оперативно-диспетчерської служби КНП «Одеський обласний центр екстреної медичної допомоги та медицини катастроф».

## Біографія
Народилася 20 березня 1975 року в місті Одеса. У 1994 році закінчила Одеське медичне училище №3, Диплом з відзнакою. У 2002 році закінчила Одеський державний медичний університет (нині — Одеський національний медичний університет) за спеціальністю «Лікувальна справа» і отримала кваліфікацію лікаря-інтерна.
У 2015 році стала старшим лікарем оперативного відділу Одеської міської станції швидкої медичної допомоги.
У 2018 році призначена начальницею єдиної оперативно-диспетчерської служби Одеського обласного центру екстреної медичної допомоги та медицини катастроф.

## Освіта
- 1994 р. — Одеське медичне училище №3, спеціальність "Фельдшер".
- 2002 р. — Одеський державний медичний університет, спеціальність «Лікувальна справа».
- 2019 р. — Одеський регіональний інститут державного управління Національної академії державного управління при Президентові України, магістр за спеціальністю «Публічне управління та адміністрування».
- 2019 р. — Проходила стажування за программою Служби санітарної авіації та диспетчеризації у м. Лодзь, Польша.
- 2021 р. — Академія управління при Президентові УкраЇни, доктор філософії, тема дисертації: «Механізми інфраструктурної трансформації екстреної медичної допомоги України в умовах цифровізації».[7]За основу взята робота Одеського Центру екстренної медичної допомоги і медицини катастроф.
- 2022 р. — Проходила стажування у США за программою "Open World Program"[en], закінчила з Certificate of Achivement.Світлана Малонога під час стажування у Сполучених Штатах. Вашингтон, США

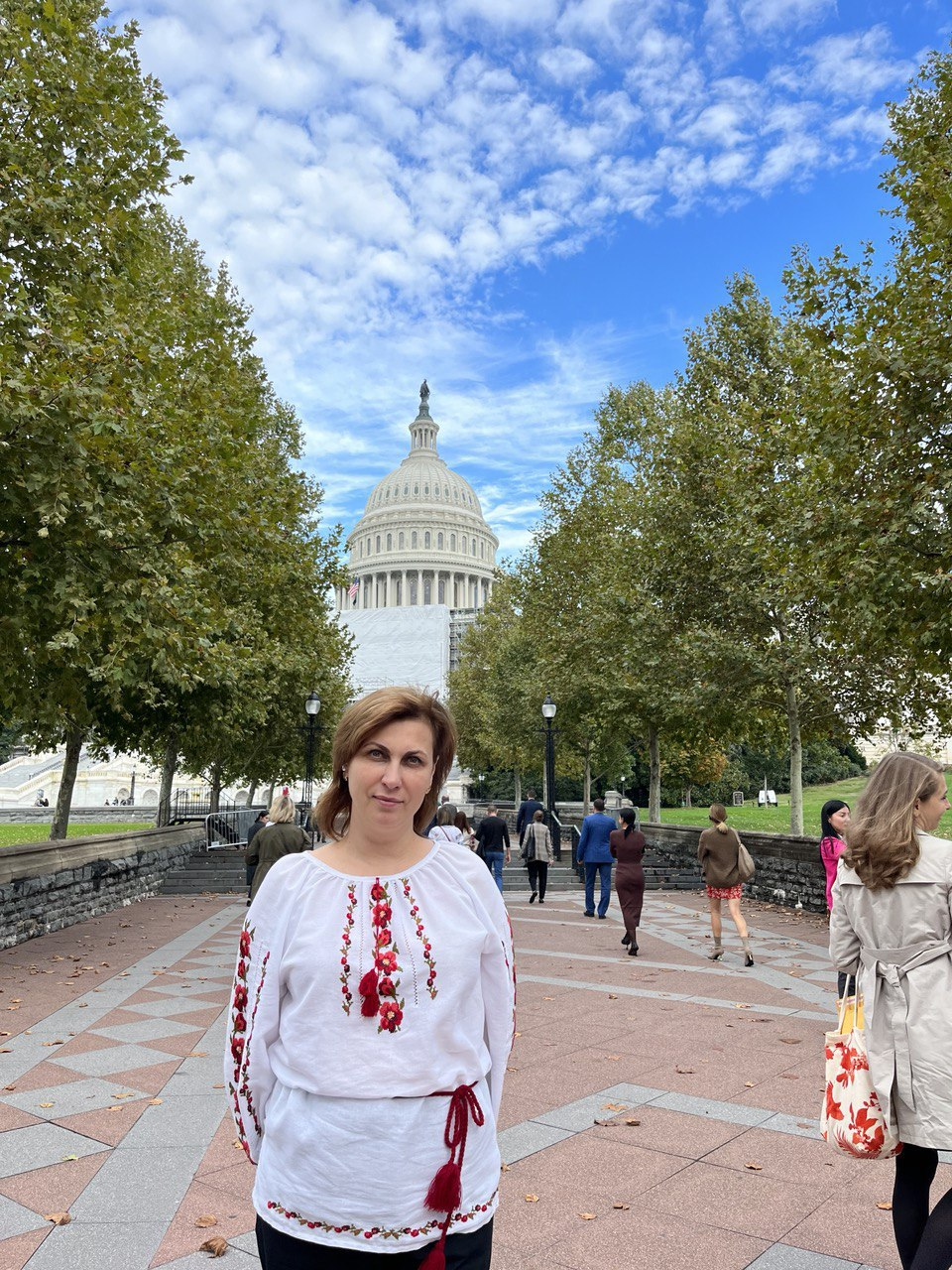
Світлана Малонога під час стажування у Сполучених Штатах. Вашингтон, США

## Кар'єра та внесок
Світлана Малонога розпочала свою кар'єру в екстреній медичній допомозі у 1995 році як фельдшер Одеської міської станції швидкої медичної допомоги. З 2002 р. — лікар-інтерн. З 2003 р. — розпочала роботу лікарем медицини невідкладних станів. Її професійна діяльність тісно пов'язана з екстреною медициною, де вона зробила значний внесок у розвиток системи управління та цифровізації медичних послуг.
Під час пандемії COVID-19 Світлана активно займалася організацією медичної допомоги хворим на коронавірус, брала участь у створені гарячої лінії для консультацій населення та проводила навчання для медичних диспетчерів щодо надання допомоги пацієнтам із COVID-19. Вона брала активну участь у заходах з вакцинації населення від коронавірусу.
Під час повномасштабного вторгнення Росії в Україну в 2022 році 24 лютого з 6 години ранку екстренно вийшла на службу, Світлана Малонога керувала евакуацією та транспортуванням поранених військових.
Організувала надання медичної допомоги населенню на деокупованних территоріях Миколаївської та Херсонської областей.

## Нагороди та відзнаки
Світлана Малонога має численні нагороди за свої досягнення в медичній сфері та за внесок у розвиток екстреної допомоги:
- Почесне звання «Заслужений лікар України» (2022 р.) за вагомий особистий внесок у розвиток української медицини.[9]
- Грамота Верховної Ради України "За заслуги перед Українським народом" (25 липня 2023 р.)[10]
- Почесна грамота від РНБО України (2021 р.).
- Нагрудний знак «Знак пошани» МО України (№ 222 від 05.04.2022 р.).
- Відзнака медаллю "За сприяння Збройним Силам України" від МО України (№ 1272 від 29.09.2023).
- Почесна грамота від МОЗ за вагомий особистий внесок у розвиток охорони здоров'я та високий професіоналізм (17.06.2020).
- Подяка МОЗ України (20.05.2022).
- Подяка від Голови Комітету Верховної Ради України за питань здоров'я нації, медичної допомоги та медичного страхування (2024 р.)
- Почесна грамота від голови Одеської обласної державної адміністрації (січень 2021 р.).
- Почесна грамота від міського голови Одеси (2023 р.).[11]
- Подяка від голови Одеської обласної державної адміністрації (травень 2022 р.).
- Почесна відзнака від Одеської обласної ради (11.06.2021).
- Почесна грамота від голови Одеської обласної ради (2019 р.).
- Пам'ятний годинник від голови Одеської обласної ради (2023 р.).
- Переможець в категоріЇ "Лікарі медицини невідкладних станів" у Національному народному рейтингу "Топ лікар України" (2023 р.).[12]

## Наукова діяльність
Світлана Малонога активно займається науковою діяльністю у сфері медицини, зокрема екстреної медичної допомоги. Вона є автором наукових публікацій, які присвячені темі цифровізації медичних послуг та інфраструктури, а також брала участь у міжнародних конференціях з цієї теми.

## Громадська діяльність
Світлана Малонога активно підтримує Збройні сили України, бере участь у благодійних ініціативах, спрямованих на допомогу армії та постраждалим від війни. Підтримує місцеві організації, що займаються наданням гуманітарної допомоги населенню. Одна з перших продала своє особисте авто для закупівлі шоломів та іншого знарядження для військових ЗСУ.

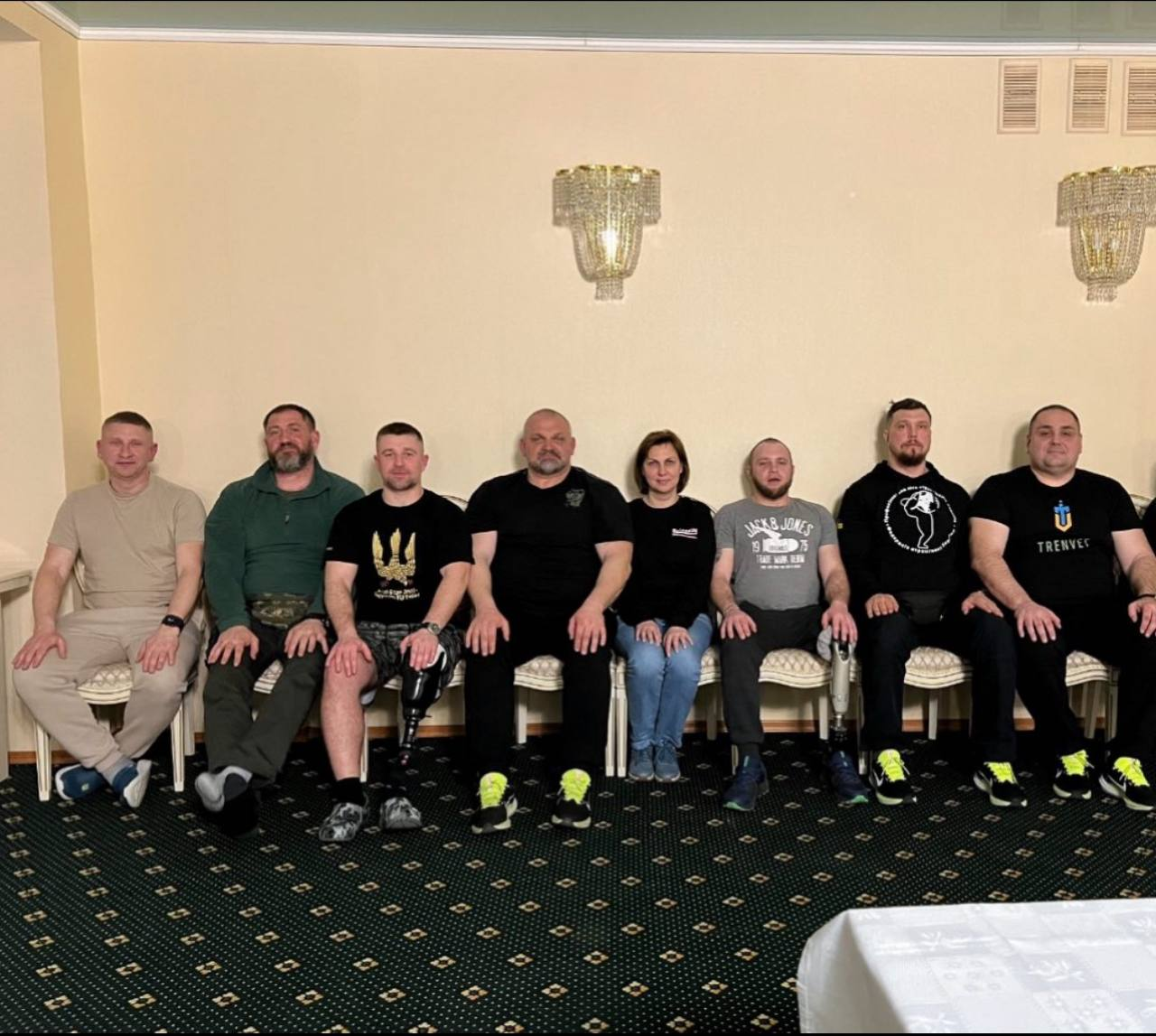
Світлана Малонога на змаганнях ветеранів "Сильні України"

- Почесний нагрудний знак "За сприяння війську" від Головнокомандувача ЗСУ (№ 371 від 22.02.2023).
- Відзнака «За службу» від командира 28-ї окремої механізованої бригади (02.07.2022).
- Подяка від 28-ї окремої механізованої бригади (12.03.2025)
- Почесна відзнака від командира 127 окремої бригади территоріальної оборони 3 ступеня (03.12.2023).
- Подяка від командира військової частини Е6117 Служби безпеки України.
- Подяка від командира військової частини А0666 (04.07.2022).
- Подяка від командира військової частини А7383 (05.12.2023).
- Медаль «За вірність та патріотизм» від ВО «КРАЇНА» (2023 р.).
- Диплом «100 успішних жінок Одеського регіону: разом — до Перемоги!»[17][18] (2024 р.).